# هافسا شیدا بروجو
هافسا شیدا بروجو (زاده ۲۴ دسامبر ۱۹۹۱ در سردیوان، ترکیه) کاراته کا زن ترکیه ای و قهرمان اروپا است که هم‌اکنون در کومیته ۶۸- کیلوگرم در حال رقابت است. او عضو باشگاه ساکاریا بیوکشهیر بلدیسپور است.
شیدا بروجو در مسابقات قهرمانی کاراته اروپا ۲۰۱۲ که در آدخه، تنریف، اسپانیا برگزار شد، به قهرمانی اروپا رسید. در سال ۲۰۱۳، وی از عنوان قهرمانی اروپای خود، در بوداپست مجارستان دفاع کرد.
ترکان بوروکو و همسرش سانیه والدین او هستند و دو خواهر دارد. او دانشجوی رشته تربیت بدنی در دانشگاه ساکاریا است.